# Wadicosa benadira
Wadicosa benadira – gatunek pająka z rodziny pogońcowatych.
Gatunek ten opisany został w 1940 roku przez Ludovica di Caporiacco jako Pardosa benadira. Do rodzaju Wadicosa przeniósł go w 2015 roku Torbjörn Kronestedt.
Samce osiągają od 2,65 do 2,95 mm, a samice od 2,85 do 3,45 mm długości ciała. Karapaks samców czarniawobrązowy do czarnego, samic szarawobrązowy, u obu płci z żółtawobrązowym znakiem pośrodku. U części samic obecne przepaski boczne w formie żółtobrązowych plamek. Nadustek i szczękoczułki samca brązowe do czarniawobrązowych, a sternum żółtawoszare. Odnóża obu płci żółtawobrązowe z ciemniejszym obrączkowaniem. Opistosoma podobnej barwy u obu płci: z wierzchu czarniawa z szarawożółtawym lancetowatym pasem, trzema parami żółtawych kropek po jego bokach i 3–4 poprzecznymi przepaskami żółtawej barwy za nim; od spodu jasnożółtawa do szarawej. Nogogłaszczki samca z długim, wąskim konduktorem odsiebnie zakrzywionym o około kąt prosty oraz krótkim i grubym embolusem, w części proksymalnej wyposażonym w stożkowaty wyrostek skierowany ku tyłowi. Samicę cechuje epigyne z dłuższym niż szerszym wgłębieniem środkowym, obwarowanym dwiema wąskimi, wydłużonymi bruzdkami.
Pająk znany z Somalii i Kenii. Spotykany w pobliżu wód.